# Eleição municipal de Manaus em 2016
A eleição municipal de Manaus em 2016 ocorreu em 2 de outubro para eleger um prefeito, um vice-prefeito e quarenta e um vereadores. O atual prefeito Arthur Virgílio Neto, do PSDB, disputa com Marcelo Ramos, do PR, o segundo turno no dia 30 de outubro. Arthur teve 35,17% dos votos válidos , enquanto Marcelo teve 24,86%.
As convenções partidárias para a escolha dos candidatos ocorreram entre 20 de julho e 5 de agosto. A propaganda eleitoral gratuita começará a ser exibida em 26 de agosto e terminará em 29 de setembro.
Segundo a lei eleitoral em vigor, o sistema de dois turnos - caso o candidato mais votado recebesse menos de 50% +1 dos votos - está disponível apenas em cidades com mais de 200 mil eleitores. Nas cidades onde houver segundo turno, a propaganda eleitoral gratuita voltará a ser exibida em 15 de outubro e terminará em 28 de outubro.

## Candidatos
| Nº Eleitoral | Candidato         | Partido | Vice-candidato     | Coligação                                                     | Coligações proporcionais                                                                                          | Tempo de horário eleitoral   |
| ------------ | ----------------- | ------- | ------------------ | ------------------------------------------------------------- | --- | ---------------------------- |
| 10           | Silas Câmara      | PRB     | Amadeu Soares      | Somos todos Manaus PRB-PSC                                    | - | 43s                          |
| 12           | Hissa Abrahão     | PDT     | Adjuto Afonso      | Novas ideias, novo caminho PDT-PSDC                           | - | 30s                          |
| 13           | José Ricardo      | PT      | Yann Evanovick     | Compromisso com o povo PT-PCdoB                               | - | 1min                         |
| 18           | Luiz Castro       | REDE    | Aglei Júnior       | Sim, é possível! REDE-PMN                                     | - | 23s                          |
| 22           | Marcelo Ramos     | PR      | Josué Neto         | Mudança para Transformar PR-PSD-PROS-DEM-PTdoB-PEN-PTC        | Mudança para Transformar 2 PSD-PROS Partidos sem coligação PR, DEM, PTC, PEN e PTdoB                              | 2min20s (1º T.) 5min (2º T.) |
| 40           | Serafim Corrêa    | PSB     | Cristiane Balieiro | Partido não coligado                                          | - | 40s                          |
| 45           | Arthur Neto       | PSDB    | Marcos Rotta       | Por uma só Manaus PSDB-PMDB-PP-PTB-PPS-PV-PHS-PTN-PRP-PPL-PSL | Por uma só Manaus 1 PP-PTB Por uma só Manaus 2 PSL-PRP Partidos sem coligação PMDB, PTN, PPS, PHS, PV, PSDB e PPL | 3min41s (1º T.) 5min (2º T.) |
| 50           | Marcos Queiroz    | PSOL    | Taly Nayandra      | Manaus por nós: Construindo o poder popular PSOL-PCB          | - | 18s                          |
| 77           | Henrique Oliveira | SD      | Alessandro Bronze  | Pra Manaus vencer SD-PRTB-PMB                                 | - | 25s                          |

## Pesquisas

### Respostas estimuladas
| 1º Turno               | 1º Turno      | 1º Turno         | 1º Turno   | 1º Turno      | 1º Turno   | 1º Turno         | 1º Turno   | 1º Turno         | 1º Turno   | 1º Turno   |
| Data                   | 12/08/2016    | 24/08/2016       | 16/09/2016 | 19/09/2016    | 22/09/2016 | 22/09/2016       | 26/09/2016 | 28/09/2016       | 30/09/2016 | 30/09/2016 |
| Instituto              | Instituto DMP | IBOPE            | IBOPE      | Instituto DMP | Action     | Instituto DIÁRIO | Action     | Instituto DIÁRIO | Action     | IBOPE      |
| Fonte                  | [ 4 ]         | [ 5 ]            | [ 6 ]      | [ 7 ]         | [ 8 ]      | [ 9 ]            | [ 10 ]     | [ 11 ]           | [ 12 ]     | [ 13 ]     |
| ---------------------- | ------------- | ---------------- | ---------- | ------------- | ---------- | ---------------- | ---------- | ---------------- | ---------- | ---------- |
| Arthur Neto (PSDB)     | 35.7%         | 32%              | 42%        | 36.0%         | 33.9%      | 37.9%            | 33.4%      | 38.0%            | 33.8%      | 41%        |
| Marcelo Ramos (PR)     | 21.8%         | 16%              | 20%        | 29.3%         | 21.7%      | 20.3%            | 23.4%      | 23.1%            | 20.5%      | 22%        |
| Serafim Corrêa (PSB)   | 4.6%          | 10%              | 10%        | 5.1%          | 9.2%       | 7.5%             | 9.4%       | 7.3%             | 9.4%       | 9%         |
| José Ricardo (PT)      | 2.1%          | 5%               | 6%         | 3.9%          | 6.4%       | 4.9%             | 8.1%       | 7.0%             | 8.9%       | 6%         |
| Silas Câmara (PRB)     | 10.3%         | 8%               | 5%         | 6.9%          | 6.3%       | 7.4%             | 8.2%       | 7.1%             | 8.2%       | 6%         |
| Hissa Abrahão (PDT)    | 7.3%          | 8%               | 5%         | 4.6%          | 4.6%       | 3.5%             | 4.1%       | 3.3%             | 3.8%       | 4%         |
| Henrique Oliveira (SD) | 7.9%          | 8%               | 3%         | 5.9%          | 3.2%       | 4.8%             | 2.8%       | 4.3%             | 2.5%       | 2%         |
| Luiz Castro (REDE)     | 1.1%          | 1%               | 1%         | 1.0%          | 2.3%       | 1.1%             | 2.4%       | 1.3%             | 2.7%       | 2%         |
| Queiroz (PSOL)         | 1.0%          | 1%               | 1%         | 1.0%          | 0.5%       | 0.5%             | 0.5%       | 0.5%             | 0.6%       | 1%         |
| Brancos ou Nulos       | 7.8%          | 8%               | 4%         | 5.1%          | 8.2%       | 5.3%             | 7.9%       | 4.8%             | 7.0%       | 4%         |
| Indecisos              | 0.5%          | 3%               | 3%         | 1.2%          | 3.7%       | 7.0%             | 2.9%       | 3.5%             | 2.6%       | 3%         |
| Margem de erro         | 3.5%          | 3%               | 3%         | 2.2%          | 3.1%       | 3.5%             | 3.1%       | 3.5%             | 3.1%       | 3%         |
|                        |               |                  |            |               |            |                  |            |                  |            |            |
| 2º Turno               |               |                  |            |               |            |                  |            |                  |            |            |
| Data                   | 07/10/2016    | 07/10/2016       | 09/10/2016 | 14/10/2016    | 17/10/2016 |                  |            |                  |            |            |
| Instituto              | Instituto DMP | Instituto DIÁRIO | Action     | Instituto DMP | IBOPE      |                  |            |                  |            |            |
| Fonte                  | [ 14 ]        | [ 15 ]           | [ 16 ]     | [ 17 ]        | [ 18 ]     |                  |            |                  |            |            |
| Arthur Neto (PSDB)     | 36.5%         | 47.4%            | 40.5%      | 37.1%         | 50%        |                  |            |                  |            |            |
| Marcelo Ramos (PR)     | 43.5%         | 42.1%            | 38.5%      | 39.7%         | 39%        |                  |            |                  |            |            |
| Brancos ou Nulos       | 13.3%         | 4%               | 11.5%      | 14.1%         | 8%         |                  |            |                  |            |            |
| Indecisos              | 6.7%          | 5.8%             | 9.4%       | 9.1%          | 3%         |                  |            |                  |            |            |
| Margem de erro         | 3.5%          | 3.5%             | 3.1%       | 3.5%          | 3%         |                  |            |                  |            |            |

## Debates televisionados
| Data           | Organizador(es)          | Mediador          | Arthur Neto (PSDB) | Marcelo Ramos (PR) | Serafim Corrêa (PSB) | José Ricardo (PT) | Silas Câmara (PRB) | Hissa Abrahão (PDT) | Henrique Oliveira (SD) | Luiz Castro (REDE) | Professor Queiroz (PSOL) |
| -------------- | ------------------------ | ----------------- | ------------------ | ------------------ | -------------------- | ----------------- | ------------------ | ------------------- | ---------------------- | ------------------ | ------------------------ |
|                |                          |                   |                    |                    |                      |                   |                    |                     |                        |                    |                          |
| 1º turno       |                          |                   |                    |                    |                      |                   |                    |                     |                        |                    |                          |
| 22 de agosto   | TV Bandeirantes Amazonas | Otávio Ceschi Jr. | Ausente            | Presente           | Presente             | Presente          | Presente           | Presente            | Presente               | Não convidado      | Não convidado            |
| 25 de setembro | TV A Crítica Rede Record | Lúcio Sturm       | Presente           | Presente           | Presente             | Presente          | Presente           | Presente            | Presente               | Não convidado      | Não convidado            |
| 27 de setembro | TV Em Tempo SBT          | Marcelo Torres    | Cancelado          | Cancelado          | Cancelado            | Cancelado         | Cancelado          | Cancelado           | Cancelado              | Cancelado          | Cancelado                |
| 29 de setembro | TV Amazonas Rede Globo   | Heraldo Pereira   | Presente           | Presente           | Presente             | Presente          | Presente           | Presente            | Presente               | Não convidado      | Não convidado            |
|                |                          |                   |                    |                    |                      |                   |                    |                     |                        |                    |                          |
| 2º turno       |                          |                   |                    |                    |                      |                   |                    |                     |                        |                    |                          |
| 14 de outubro  | TV Bandeirantes Amazonas | Otávio Ceschi Jr. | Presente           | Presente           | Não participaram     | Não participaram  | Não participaram   | Não participaram    | Não participaram       | Não participaram   | Não participaram         |
| 23 de outubro  | TV A Crítica Rede Record | Daniela Assayag   | Presente           | Presente           | Não participaram     | Não participaram  | Não participaram   | Não participaram    | Não participaram       | Não participaram   | Não participaram         |
| 25 de outubro  | TV Em Tempo SBT          | Marcelo Torres    | Presente           | Presente           | Não participaram     | Não participaram  | Não participaram   | Não participaram    | Não participaram       | Não participaram   | Não participaram         |
| 28 de outubro  | TV Amazonas Rede Globo   | Heraldo Pereira   | Presente           | Presente           | Não participaram     | Não participaram  | Não participaram   | Não participaram    | Não participaram       | Não participaram   | Não participaram         |

## Resultados

### Prefeito
| Candidato                | Vice                     | 1º turno 2 de outubro de 2016 | 1º turno 2 de outubro de 2016 | 2º turno 30 de outubro de 2016 | 2º turno 30 de outubro de 2016 |
| Candidato                | Vice                     | Total                         | Percentagem                   | Total                          | Percentagem                    |
| ------------------------ | ------------------------ | ----------------------------- | ----------------------------- | ------------------------------ | ------------------------------ |
| Arthur Neto (PSDB)       | Marcos Rotta (PMDB)      | 364.487                       | 35,17%                        | 581.777                        | 55,96%                         |
| Marcelo Ramos (PR)       | Josué Neto (PSD)         | 257.698                       | 24,86%                        | 457.809                        | 44,04%                         |
| Silas Câmara (PRB)       | Amadeu Soares (PSC)      | 115.770                       | 11,17%                        | Não participaram               | Não participaram               |
| José Ricardo (PT)        | Yann Evanovick (PCdoB)   | 113.939                       | 10,99%                        | Não participaram               | Não participaram               |
| Serafim Corrêa (PSB)     | Cristiane Balieiro (PSB) | 113.054                       | 10,91%                        | Não participaram               | Não participaram               |
| Hissa Abrahão (PDT)      | Adjuto Afonso (PDT)      | 27.506                        | 2,65%                         | Não participaram               | Não participaram               |
| Luiz Castro (REDE)       | Aglei Junior (PMN)       | 20.290                        | 1,96%                         | Não participaram               | Não participaram               |
| Henrique Oliveira (SD)   | Alessandro Bronze (PRTB) | 16.825                        | 1,62%                         | Não participaram               | Não participaram               |
| Professor Queiroz (PSOL) | Taly Nayandra (PCB)      | 6.841                         | 0,66%                         | Não participaram               | Não participaram               |
| Total de votos válidos   | Total de votos válidos   | 1.036.410                     | 100,00%                       | 1.039.586                      | 100,00%                        |
| Votos apurados           |                          |                               |                               |                                |                                |
| Votos válidos            | Votos válidos            | 1.036.410                     | 90,19%                        | 1.039.586                      | 91,38%                         |
| Votos em branco          | Votos em branco          | 43.338                        | 3,77%                         | 33.205                         | 2,92%                          |
| Votos nulos              | Votos nulos              | 69.373                        | 6,04%                         | 64.862                         | 5,70%                          |
| Total de votos apurados  | Total de votos apurados  | 1.149.121                     | 100,00%                       | 1.137.653                      | 100,00%                        |
| Eleitores                |                          |                               |                               |                                |                                |
| Comparecimento           | Comparecimento           | 1.149.121                     | 91,41%                        | 1.137.653                      | 90,50%                         |
| Abstenções               | Abstenções               | 108.005                       | 8,59%                         | 119.473                        | 9,50%                          |
| Total de eleitores       | Total de eleitores       | 1.257.126                     | 100,00%                       | 1.257.126                      | 100,00%                        |
| Total de seções: 3.322   |                          |                               |                               |                                |                                |